# NGC 7021
NGC 7021 је спирална галаксија у сазвежђу Паун која се налази на NGC листи објеката дубоког неба.
Деклинација објекта је - 64° 1' 31" а ректасцензија 21h 11m 19,9s. Привидна величина (магнитуда) објекта NGC 7021 износи 11,8 а фотографска магнитуда 12,7. Налази се на удаљености од 37,8000 милиона парсека од Сунца. NGC 7021 је још познат и под ознакама NGC 7020, ESO 107-13, PGC 66291.